# Michaela Pawlik
Michaela Pawlik OP, właśc. Zofia Pawlik (ur. 2 maja 1938 w Ryglicach) − polska dominikanka, misjonarka w Indiach, publicystka poruszająca tematy z zakresu socjologii i religioznawstwa, a zwłaszcza zagrożeń dla duchowości chrześcijańskiej.

## Życiorys
S. Michaela Pawlik urodziła się 2 maja 1938 w rodzinie Tadeusza i Marii z d. Warzecha w Ryglicach koło Tuchowa. Z powodu wykrytej u niej w 1950 gruźlicy kostno-stawowej została skierowana na leczenie do Państwowego Sanatorium Dziecięcego w Zakopanem-Bystre. Przebywając na leczeniu ukończyła szkołę podstawową i liceum. W 1959 rozpoczęła naukę w prowadzonej przez siostry szarytki Szkole Pielęgniarstwa św. Wincentego a'Paulo w Warszawie. Dyplom otrzymała w 1961. W 1962 s. Pawlik wyjechała do Lublina, gdzie uczęszczała do istniejącego przy Katolickim Uniwersytecie Lubelskim Instytutu Wyższej Kultury Religijnej, jednocześnie pracując w lubelskich szpitalach. W latach tych zajmowała się propagowaniem oświaty sanitarnej z zakresu odpowiedzialnego rodzicielstwa jako diecezjalna instruktorka duszpasterstwa rodzin.
W 1967 wypłynęła statkiem MS „Ludwik Solski” do Indii, gdzie podjęła pracę w katolickim ośrodku dla trędowatych Jeevodaya w Kamakerai w powiecie Kollegal, 100 km na południe od Bengaluru. W ośrodku tym współpracowała z polskim lekarzem pallotynem ks. Adamem Wiśniewskim. By zaradzać nędzy i lepiej organizować pomoc dla trędowatych, w 1973 Pawlik odbyła kurs dla pracowników społecznych w Bangalore, podczas którego miała okazję spotkać się z Matką Teresą z Kalkuty. Nie mogąc zapobiec prześladowaniu ubogiej ludności ze względu na indyjski system kastowy, podjęła w 1974 studia eksternistyczne z socjologii na Uniwersytecie w Mysore. W 1975 przeniosła się na bardziej tradycyjny Uniwersytet Karnatak w Dharwad.
Ze względów zdrowotnych s. Pawlik powróciła w 1980 r. do Polski i w grudniu tegoż roku wstąpiła do Zgromadzenia Sióstr Dominikanek Misjonarek Jezusa i Maryi w Zielonce koło Warszawy. Wieczyste śluby zakonne złożyła 1 lipca 1989 r. W zgromadzeniu s. Michaela uczyła katechezy oraz pracowała jako maszynistka w klasztorze dominikańskim w Warszawie. W latach 1983–2003 prowadziła wykłady z higieny tropikalnej dla studentów misjologii na ATK.
Dzięki ożywieniu kontaktów nawiązanych wcześniej podczas pobytu w Indiach s. Pawlik zaczęła być zapraszana przez duszpasterzy i nauczycieli na spotkania dotyczące pojawiania się sekt i działalności przedstawicieli wschodnich kultur w Polsce. By lepiej zapoznać się z działalnością Ruchu Maitri, uczestniczyła w spotkaniach jego członków w Warszawie. S. Pawlik uznała tę organizację za niebezpieczną dla Kościoła katolickiego, o czym przekonywała w publikacjach i podczas spotkań z wiernymi. Ks. abp Tadeusz Gocłowski określił te oskarżenia jako „bzdurę”, gdyż Ruch Maitri jest członkiem założycielem Ogólnopolskiej Rady Ruchów i Stowarzyszeń Katolickich, działa wyłącznie przy parafiach rzymskokatolickich i ma duszpasterza krajowego powołanego przez Konferencję Episkopatu Polski (jest nim obecnie ks. Andrzej Panasiuk). Po nagłośnieniu oskarżeń, wpłaty na działalność dobroczynną prowadzoną przez Ruch spadły o jedną trzecią.
W sierpniu 1995 r. s. Michaela Pawlik poprosiła o trzyletnią eksklaustrację, by móc poznać mechanizm werbowania do sekt w społeczeństwie polskim. Podczas tego okresu prowadziła prelekcje w szkołach w Częstochowie, Lublinie i Warszawie. Przez trzy dni przebywała w aśramie ruchu Hare Kriszna w Heidelbergu. W 1999 r. s. Pawlik wróciła do swojej wspólnoty zakonnej. Obecnie współpracuje ze stowarzyszeniem Ruch Obrony Rodziny i Jednostki z siedzibą w Wołominie oraz katolickim ruchem Effatha, prowadząc działalność profilaktyczną, ostrzegając przed działalnością sekt i mówiąc o zakłamywaniu doktryny katolickiej. Była m.in. gościem Radio Maryja, gdzie podczas kilkugodzinnych dyskusji podjęła tematy: Podstawy prześladowania chrześcijan w Indiach, Problem istnienia sekt, Dekalog jako uniwersalnej normy postępowania, Czym jest etyka Steinerowska?, Religia objawiona a iluzje wiary, Magia – cała prawda (wraz z o. Aleksandrem Posackim SJ i Andrzejem Wronką), Misja Czaitani, instytut czy pułapka?, Jak wyciągnąć dziecko z sekty? Aspekty formalno-prawne (wraz z mec. Elżbietą Ziomecką i Anną Łobaczewską). Publikowała też na łamach Naszego Dziennika. Uczestniczyła w szeregu sympozjów z cyklu Magia – cała prawda organizowanych przez Kościół katolicki na terenie całego kraju (m.in. w Gdańsku, Gliwicach, Lublinie, Warszawie, Poznaniu, Krakowie, Łomży, Bytomiu, Białymstoku, Ostrołęce, Olsztynie, Bielsku-Białej, Toruniu, Nowym Targu, Opolu, Rybniku, Katowicach-Panewnikach, Kalwarii Zebrzydowskiej, Koszalinie, Wadowicach, Gdyni, Żywcu, Chojnicach, Grudziądzu). W ich trakcie s. Michaela przedstawiała swój referat Wschodnie źródła magii.

## Publikacje
- 1986 Hinduizm − chrześcijaństwo: akomodacja poglądów religijnych, Warszawa
- 1987 Buddyzm w spotkaniu z objawieniem Bożym, Warszawa
- 1993 Złudne uroki duchowości Wschodu, Struga-Warszawa ISBN 83-7019-091-X
- 1997 Normy moralne a wolność sumienia i wyznania, Lublin
- 1998 Sekty: ekspansja zła, Warszawa ISBN 83-87538-76-0
- 2001 Nie dajcie się uwieść różnym i obcym naukom, Warszawa ISBN 83-87809-55-1
- 2003 Reinkarnacja − rzeczywistość czy złudzenie? (Biblioteka Zagrożeń Duchowych), Radom ISBN 83-88822-59-4
- 2008 Nie dajcie się uwieść..., Sandomierz ISBN 978-83-7300-939-4
- 2008 Utopijny raj − New Age, Sandomierz ISBN 978-83-7300-940-0
- 2010 Zwodniczy mistycyzm Orientu, Sandomierz ISBN 978-83-257-0221-2
- 2010 Złudna wiara w reinkarnację: wstrząsające skutki wiary w reinkarnację (Biblioteka Myślącego Człowieka 11), Poznań